# 起訴便宜主義
起訴便宜主義（きそべんぎしゅぎ）とは、検察官が被疑者の性格や年齢、境遇、犯罪の軽重や情状を考慮し、訴追するか否かを判断するという原則。対義語は起訴法定主義。

## 起訴便宜主義と起訴法定主義
訴追機関に訴追の裁量を認める制度を起訴便宜主義という。一方、訴追裁量権を認めず法律上の公訴提起の要件を満たす限り必ず起訴しなければならないとする制度を起訴法定主義という。

### 起訴法定主義の特色
起訴法定主義はドイツなどで採用されている。
起訴法定主義は、訴追機関の恣意を認めず、公平な公訴権の運用を図ろうとするもので、不当な政治的圧力の介入を防止することができるといった長所がある。
一方、犯罪における情状は具体的事件ごとに異なるもので形式的に公平といっても実質的には不公平な場合があり、犯罪者の更生の機会を失わせるおそれがあるという短所もある。

### 起訴便宜主義の特色
起訴便宜主義はフランスや日本、アメリカの一部の州などで広く採用されているが、日本以外は微罪または少年事件に限定された起訴便宜主義であり、あらゆる犯罪に対して起訴便宜主義が認められているのは世界で日本だけである

#### 長所
被疑者が刑事手続から早期解放される。そのため、起訴猶予された場合、被疑者は公訴提起によって受ける可能性のあるダメージを受けずに済む。その結果、社会復帰への障害を最小限にすることができ、短期の自由刑のもつ弊害を受けずに済む。そのうえ、公訴の提起が必然的に少なくなるので、刑事司法における資源の有効活用もできる。

#### 短所
検察官による濫用の可能性がある。起訴されるべき事件が起訴されないことや、不当な公訴提起が起こることも想定できる。あらゆる罪種の事件について、起訴するか否かの判断を検察官の裁量すなわち行政庁としての個人的能力に依存している欠点であるといえる。

## 日本法における起訴便宜主義
日本の刑事訴訟法248条は、検察官は、犯人の性格、年齢及び境遇、犯罪の軽重および情状ならびに犯罪後の情況により訴追を必要としないときは、公訴を提起しないことができるとしており起訴便宜主義を採用している。

### 歴史
1880年（明治13年）の治罪法や1890年（明治23年）の明治刑訴法には起訴に関する明文の規定はなく、学説上は起訴法定主義を採用しているという理解が有力であった。予備審問（予審）方式の下では検察官には不起訴等の決定権はなく、起訴・不起訴・略式裁判の別を決定するのは裁判所であった。
予審裁判所では実務上は「微罪不検挙」（起訴しない）とする起訴便宜主義的な解釈・運用もなされていた。ただし、略式裁判等の適用の決定については事前に検察庁に通告され、検察官が異議を述べて正式公判を求めることができる期間も設けられていた。平沼騏一郎検事総長のころには官営八幡製鉄所事件（汚職事件）など逮捕者が110名に上るような現象もあった。
起訴便宜主義が明文化されたのは、1922年（大正11年）の大正刑訴法からである。
大正刑訴法では、第279条の規定「犯人の性格、年齢及び境遇、並びに情状及び犯罪後の情況により訴追を必要とせざるときは、公訴を提起せざることを得」として明文化された。同時に、略式命令等の事前予告制度も廃止された。平沼は法案段階で、「いたずらに手数を繁雑ならしめ、かえって制度の実益を減ずるは、実験により明白なるを以て、この手続を廃止するを至当と認めた」ものと説明している。
現行刑訴法からは予審制度は削除されたが、公訴不提起の条文は受け継がれ、「犯罪の軽重」をいう語句を追加したうえで、検察官による起訴便宜主義を採用した。

## 不当な不起訴の抑制
不当な公訴不提起（あるいは公訴事実の不足）の問題については明治憲法下では私訴制度が設けられていたが、日本国憲法下ではこれに変わり準起訴手続、不起訴理由開示制度、及び一定のチェック機関としての検察審査会等の設置を定めた。
検察官が事件を不起訴相当と判断すると、その事件について裁判所において審判の機会がなくなり、重要な犯人が処罰を免れるといった危険性がある。そのため、現行法上では、
1. 告訴人等への不起訴処分および理由の通知（刑訴法260・261条）
2. 検察審査会への問題提起（検察審査会法）
3. 準起訴手続（刑訴法262 - 269条、付審判請求）
4. 高等検察庁への不服申立（検察庁法7条、8条、事件事務規程191条）。さらに、高等検察庁の判断に不服がある場合、最高検察庁に不服申立てができる。
5. 再起（事件事務規程第3条　a検事の不起訴処分をb検事が取り消して起訴する）

といった不当な不起訴を抑制する手段が用意されている。以下、その内容について述べる。

### 準起訴手続
大正刑訴法には「私訴」制度として、犯罪に起因する損害につき被害者が損害賠償請求を行うための手続が設けられており、私訴の請求事実は公訴の請求事実と同一のものとされていたものの、不当な不起訴につき一定の監視機能を持っていたと見られる。
日本国憲法下の準起訴手続（付審判請求）は、警察官・検察官など公務員による職権乱用罪や不当な不起訴処分を抑制し、国民の人権保障を実行化するための制度として位置づけられている（起訴独占主義の例外）。被害者は損害賠償請求について別途民事裁判を提起する形になるが、公訴事実以外の事実（例えば、交通事故事件の公訴の事実に轢き逃げ事実が欠落していた場合）を民事裁判で指摘したときに裁判所がこれを認容する判決を行うかは、個別の事情によると見られる。
準起訴手続では、捜査の不十分さについての審査という本来の機能を果たすべく、事件の内容をよく知る請求人の協力を必要とする場合がある。そのために、請求人の代理人に捜査記録の閲覧や謄写が認められているか、といった点が問題となっている。判例では、準起訴手続は捜査に類似する性格を有する職権手続であるので、対立当事者の存在を前提とする対審構造を有しない、と判示している。
この制度は、検察官の不起訴処分や一部不起訴処分の妥当性を審議することで間接的に事実を証明することが可能であるが、適用を受ける事件が職権乱用罪に限定されるため公務員の不利益に直接繋がること、付審判決定事件が非常に少ないため使い勝手が悪いという欠点があり、抑制手段としては限界がある。

### 不起訴処分および理由の通知

#### 起訴・不起訴の通知
検察官は、告訴などの請求のあった事件について、公訴を提起するか否かの処分を決定した際には、速やかに告訴人や告発人などに通知する義務がある。その趣旨は、検察官による不起訴処分に対する自主的なコントロールを期待し、告訴人等に検察審査会への審査申し立ての機会や準起訴手続の機会を与えることにある。

#### 告訴人等への理由通知
告訴人等から請求がある場合には、その理由を通知する必要がある。しかし実務上、この点については「起訴猶予」「嫌疑なし」「罪に当たらず」など、直接的な理由のみを通知すれば足りるとされている。

### 検察審査会
検察審査会の目的は、公訴権の実行（不起訴）に関して、民意を反映させてその適正を図ることである。
告訴・告発をした者や請求をした者、および被害者は検察官の不起訴処分に不服があるとき、その処分についての審査を申し立てることが可能である。そしてその決議を参考にして、検事正は起訴すべきと考える場合は起訴手続をする必要がある。
2009年5月20日まではあくまで議決は参考であり法的拘束力はなかったが、2009年5月21日以降は、2回「起訴相当」と議決した事件については裁判所が指定した指定弁護士が検察官役を担当して必ず起訴されることになった。起訴議決制度は起訴独占主義の例外である。
検察審査会制度の短所としては、公訴事実が不足のまま起訴手続きが行われたという場合（本来であれば同一事件として扱うべき事実の片方が、公訴事実の対象から除外されていたが起訴自体は行われた場合）には検察審査会の審査を求めることができないという点があげられる。

### 上級庁への不服申立
事件事務規定191条は、地方検察庁又は区検察庁の検察官による不起訴処分に高等検察庁の長である検事長に検察庁法8条による監督権発動の促しとして不服申立があった場合は、不服申立事件として処理し、不起訴処分をした検察官及び不服申立人に処理結果を通知するものとされている。さらに、高等検察庁の検察官の処理結果に不服がある場合は、最高検察庁の長である検事総長に検察庁法7条による監督権発動の促しとして、不服申立ができることとされている。

## 不当な起訴の抑制（公訴権濫用論）
検察官による不当な公訴提起を抑制しようとする明文の規定は存在しない。他の手続を利用する方法としては、検察官が自ら公訴を取り下げる(公訴の取消し。257条)ことが考えられるが、これができるのは第一審公判手続の判決前までであるし、公訴の取り下げが行われるかどうかは検察官の自制の問題である。
こうして、裁判所が訴追裁量権の行使について一定の審査を行う必要性が存在することとなる。このような必要性に基づいて、一定の場合に検察官の公訴の提起それ自体を違法として、裁判所が検察官の公訴提起を棄却すべき場合があるとの見解が学説上有力に唱えられた。これが公訴権濫用論である。
公訴権濫用論については次のような判例が存在する。検察官の公訴権濫用を認定して公訴棄却を判示した原審に対して検察官が上告したチッソ川本事件において最高裁判所は、検察官による裁量権の逸脱を理由として公訴の提起が無効となることはあり得るが、それは公訴の提起自体が職務犯罪を構成するような極限的な場合に限られると極めて限定的な判示をし、原審を維持している（結論としては公訴棄却）。